# 75 (število)
75 (pétinsédemdeset) je naravno število, za katero velja velja 75 = 74 + 1 = 76 - 1.

## V matematiki
- sestavljeno število.
- peto deveterokotniško število.
- šesto Keithovo število.
- Desetiško samoštevilo.

## V znanosti
- vrstno število 75 ima renij (Re).

## Drugo

### Leta
- 475 pr. n. št., 375 pr. n. št., 275 pr. n. št., 175 pr. n. št., 75 pr. n. št.
- 75, 175, 275, 375, 475, 575, 756, 775, 875, 975, 1075, 1175, 1275, 1375, 1475, 1575, 1756, 1775, 1875, 1975, 2075, 2175